# My Kind of Blues (Sam Cooke)
| Recensione   | Giudizio        |
| ------------ | --------------- |
| AllMusic     | [ 1 ]           |
| Sputnikmusic | 4.2 (Excellent) |

My Kind of Blues è un album discografico del cantante Soul e Rhythm and Blues statunitense Sam Cooke, pubblicato dalla casa discografica RCA Victor Records nel settembre del 1961.

## Tracce
Lato A
1. Don't Get Around Much Anymore – 3:10 (Bob Russell, Duke Ellington) – Registrato il 19 maggio 1961
2. Little Girl Blue – 2:55 (Lorenz Hart, Richard Rodgers) – Registrato il 20 maggio 1961
3. Nobody Knows You When You're Down and Out – 3:20 (Jimmie Cox) – Registrato il 19 maggio 1961
4. Out in the Cold Again – 2:25 (Ted Koehler, Rube Bloom) – Registrato il 20 maggio 1961
5. But Not for Me – 2:29 (Ira Gershwin, George Gershwin) – Registrato il 20 maggio 1961
6. Exactly Like You – 2:05 (Dorothy Fields, Jimmy McHugh) – Registrato il 20 maggio 1961

Lato B
1. I'm Just a Lucky So and So – 3:10 (Mack David, Duke Ellington) – Registrato il 20 maggio 1961
2. Since I Met You Baby – 3:00 (Ivory Joe Hunter) – Registrato il 20 maggio 1961
3. Baby, Won't You Please Come Home – 2:08 (Charles Warfield, Clarence Williams) – Registrato il 19 maggio 1961
4. Trouble in Mind – 2:55 (Richard M. Jones) – Registrato il 19 maggio 1961
5. You're Always on My Mind – 2:12 (James Woodie Alexander) – Registrato il 20 maggio 1961
6. The Song Is Ended – 2:07 (Irving Berlin) – Registrato il 20 maggio 1961

## Formazione
Don't Get Around Much Anymore / Nobody Knows You When You're Down and Out / Baby, Won't You Please Come Home / Trouble in Mind
- Sam Cooke - voce
- Morris Wechsler - pianoforte
- Clifton White - chitarra
- George Duvivier - contrabbasso
- Panama Francis - batteria
- Ray Copeland - tromba
- Steve Lipkins - tromba
- Lou Oles - tromba
- Joseph Wilder - tromba
- Larry Altpeter - trombone
- Albert Godlis - trombone
- Frank Saracco - trombone
- Nunzio Toots Mondello - sax
- Reuben Phillips - sax
- Seldon Powell - sax
- Melvin Tax - sax

Little Girl Blue /  Out in the Cold Again / But Not for Me /  Exactly Like You / I'm Just a Lucky So and So / Since I Met You Baby / You're Always on My Mind / The Song Is Ended
- Sam Cooke - voce
- Ernest Hayes - piano
- Everett Barksdale - chitarra
- Clifton White - chitarra
- Lloyd Trotman - contrabbasso
- Panama Francis - batteria[6] [7]
- Ray Copeland - tromba
- John Grimes - tromba
- Steve Lipkins - tromba
- Lou Oles - tromba
- Larry Altpeter - trombone
- Eddie Bert - trombone
- Albert Godlis - trombone
- Frank Saracco - trombone
- Reuben Phillips - sax
- Seldon Powell - sax
- Jerome Richardson - sax
- Melvin Tax - sax

Note aggiuntive
- Hugo & Luigi - produttori, note retrocopertina album
- Sammy Lowe - arrangiamenti e conduttore musicale
- Registrato al RCA Victor's Studio A di New York City, New York (Stati Uniti)
- Bob Simpson - ingegnere delle registrazioni
- Milton H. Green - fotografia copertina frontale album (di Mr. Cooke)[8]